# U.S. Route 46
U.S. Route 46 (också kallad U.S. Highway 46 eller med förkortningen  US 46) är en amerikansk landsväg. Den går ifrån Columbia i väster till Fort Lee i öster och har en längd på 121 km.